# 中亚车轴草
中亚车轴草（学名：Galium rivale）为茜草科拉拉藤属下的一个种。

## 扩展阅读
- 維基物種上的相關：中亚车轴草